# 相棒のエピソード一覧 (season21-)
- 相棒 > 相棒のエピソード一覧 (season21-)
- 相棒の登場人物 > 相棒のエピソード一覧 (season21-)

本項では、テレビ朝日系列の刑事ドラマ『相棒』のうち、season21以降のエピソードについて解説する。文中の「S」はseason、「終」は最終話の略称で、数字は話数を示す。

## 概要
season21より、season20にて元上司からのヘッドハンティングを受け、公安調査庁に転職し、警視庁を離れた冠城亘（演：反町隆史）に代わって、5代目相棒として亀山薫（演：寺脇康文）がseason7以来、約14年振りの登場を果たす事になる。
season21第1話から第2話にかけて南アジアの小国サルウィンから薫が親善使節団の一員として一時帰国した際に事件に巻き込まれた末、特命係として右京と再びタッグを組み、嘱託職員として警視庁に復帰する様子が描かれている。
元日スペシャルにあたる第11話では、season20にて起きた事件の関係者であった大物政治家袴田茂昭（演：片岡孝太郎）が再び登場。袴田が絡んだある事件を切っ掛けに薫が警察官として正式に再任用される経緯が描かれた。
第19話「再会」では、通報の確認のため赴いた奥多摩の山中を舞台に、謎のグループとの攻防とその正体に迫る様子が描かれ、グループによる襲撃を受け拉致された右京と薫が監禁から脱出し、追っ手を撒くため二手に別れて山中を逃走する中、神戸、享、冠城と名乗る歴代相棒と同名の男3人が右京と遭遇し、歴代相棒を振り返るような展開が成された。
第20話から最終話にかけて小野田公顕元官房室長を始めとする複数人の遺骨盗難事件の捜査のため、元特命係・現警察庁長官官房付の神戸尊（演：及川光博）が特命係に派遣され、右京の初代相棒と2代目相棒の初対面が実現し、3人で協力して捜査に乗り出す様子が描かれた。また、米沢守（演：六角精児）も登場し、薫と再会する様子も描かれた。
season22の第1話では、season20にて内閣情報調査室に異動した青木年男（演：浅利陽介）が約1年半振りに登場。右京と薫の捜査に協力する遣り取りが繰り広げられた。
元日スペシャルにあたる第10話では、かつての右京の相棒・甲斐享（演：成宮寛貴）の恋人であった笛吹悦子（演：真飛聖）がseason13最終話以来の登場を果たし、その後の動向が明かされた他、享との間に儲けた息子・笛吹結平（演：森優理斗）と、享の実兄である甲斐秋徳（演：新納慎也）も登場を果たし、悦子や享の親族を巻き込んだ事件の模様が描かれた。
また、作中で度々会話の中に出てきた東国（東亜民主共和国）の街の様子や使用される言語等が初めて直接的に描写された。
season23の第1話と第2話では、かつてとある事件を通して特命係と関わりを持った過去がある高田創 (演：加藤清史郎)が警察官となって再登場し、特命係と共に元国家公安委員長殺害事件に端を発した一連の事件の捜査を共に行い、事件解決に奔走する様子が描かれた。また、この回では高田が警察官になるまでの経緯も描かれた。

## 製作背景

### キャスティング
season21から5代目相棒として亀山薫役の寺脇康文が復帰したことに伴い、薫の妻・美和子役の鈴木砂羽も一緒に本作へと復帰した。
薫のライバルである伊丹憲一を演じてきた川原和久はシネマトゥデイとのインタビューの中で、寺脇からの電話で薫の復帰を知ったことを明かしており、その際は少し高揚感があったとも振り返っている。一方、14年ぶりとなる薫の登場に不慣れな視聴者もいることや二人に対する周囲の反応もあるため、バランスには細心の注意を払ったともしている。
Season23の第1話と第2話に登場した高田創を演じた加藤清史郎は、高田の初出回である「少年A」の時点で、彼がいつか警察官をめざしたら面白いと語っていたが、本当にそうなるとは思っていなかったと振り返っている。

## エピソード一覧
season21 / season22 / season23

### 凡例
- 劇中にサブタイトルの表示はなく、サブタイトルの表記などは、すべて公式サイトや公式ガイドブック、DVDの表記に準じる。
- 放送日はテレビ朝日での初回放送日。
- 視聴率はビデオリサーチ（関東地区）調べ。
- 各season表内の赤字は最高視聴率、青字は最低視聴率を示す。

### season21
- 2022年10月12日 - 2023年3月15日、全21話、平均視聴率 13.3%。
- タイトルロゴは『相棒21』で、『相棒』の中央下側もしくは右隣に『21』の文字が表記されている。ロゴのデザインが再び変更され、season10までのようなブロック体へ回帰した。
- 第1話・第2話は21時から22時9分までの15分拡大SP。
- 第11話は日曜21時から23時15分までの2時間15分SP。
- 第20話・最終話は21時から22時4分までの10分拡大SP。

| 話数                                                                         | 放送日         | サブタイトル                         | 脚本       | 監督     | 視聴率 |
| ---------------------------------------------------------------------------- | -------------- | ------------------------------------ | ---------- | -------- | ------ |
| 第1話                                                                        | 2022年10月12日 | ペルソナ・ノン・グラータ〜殺人招待状 | 輿水泰弘   | 橋本一   | 17.3%  |
| 第2話                                                                        | 10月19日       | ペルソナ・ノン・グラータ〜二重の陰謀 | 輿水泰弘   | 橋本一   | 15.4%  |
| 第3話                                                                        | 10月26日       | 逃亡者 亀山薫                        | 川﨑龍太   | 橋本一   | 14.2%  |
| 第4話                                                                        | 11月2日        | 最後の晩餐                           | 光益義幸   | 橋本一   | 13.7%  |
| 第5話                                                                        | 11月9日        | 眠る爆弾                             | 岩下悠子   | 権野元   | 14.0%  |
| 第6話                                                                        | 11月16日       | 笑う死体                             | 瀧本智行   | 権野元   | 13.2%  |
| 第7話                                                                        | 11月30日       | 砂の記憶                             | 山本むつみ | 橋本一   | 14.3%  |
| 第8話                                                                        | 12月7日        | コイノイタミ                         | 森下直     | 権野元   | 10.5%  |
| 第9話                                                                        | 12月14日       | 丑三つのキョウコ                     | 根本ノンジ | 権野元   | 12.7%  |
| 第10話                                                                       | 12月21日       | 黒いコートの女                       | 瀧本智行   | 橋本一   | 12.3%  |
| 第11話                                                                       | 2023年1月1日   | 大金塊                               | 輿水泰弘   | 権野元   | 13.9%  |
| 第12話                                                                       | 01月11日       | 他人連れ                             | 櫻井智也   | 内片輝   | 10.8%  |
| 第13話                                                                       | 01月18日       | 椿二輪                               | 岩下悠子   | 内片輝   | 13.3%  |
| 第14話                                                                       | 01月25日       | まばたきの叫び                       | 川﨑龍太   | 守下敏行 | 12.6%  |
| 第15話                                                                       | 02月1日        | 薔薇と髭と菫たち                     | 岩下悠子   | 内片輝   | 12.7%  |
| 第16話                                                                       | 02月8日        | 女神                                 | 神森万里江 | 内片輝   | 11.7%  |
| 第17話                                                                       | 02月15日       | 定点写真                             | 櫻井智也   | 守下敏行 | 13.2%  |
| 第18話                                                                       | 02月22日       | 悪役                                 | 光益義幸   | 守下敏行 | 12.8%  |
| 第19話                                                                       | 03月1日        | 再会                                 | 徳永富彦   | 守下敏行 | 13.2%  |
| 第20話                                                                       | 03月8日        | 13〜死者の身代金                     | 輿水泰弘   | 橋本一   | 13.9%  |
| 最終話                                                                       | 03月15日       | 13〜隠された真実                     | 輿水泰弘   | 橋本一   | 14.5%  |
| 平均視聴率 13.3%（視聴率はビデオリサーチ調べ、関東地区・世帯・リアルタイム） |                |                                      |            |          |        |

### season22
- 2023年10月18日[10] - 2024年3月13日、全20話、平均視聴率 11.2%。
- タイトルロゴは『相棒22』で、『22』と『SEASON』の文字が重なるように表記されている[注 1][注 2]。seasonの字が付く表記はseason13以来となる。また、ロゴのデザインがマイナーチェンジされた。
- 第1話・第2話は21時から22時9分までの15分拡大SP。
- 第10話は『テレビ朝日開局65周年記念番組』として月曜21時から23時15分までの2時間15分SP。ただし、同日16時10分に発生した「令和6年能登半島地震」に伴いL字型画面にて放送のうえ、番組終盤は余震に伴う緊急地震速報[注 3]により中断しそのまま終了した[注 4]。このため、3月27日20時から22時14分までノーカットで再放送された[13]。
- 第19話・最終話は21時から22時4分までの10分拡大SP。
- オープニングテーマには「相棒シーズン2 オープニングテーマ」のフレーズが用いられている[14]。

| 話数                                                                         | 放送日         | サブタイトル                        | 脚本                        | 監督     | 視聴率 |
| ---------------------------------------------------------------------------- | -------------- | ----------------------------------- | --------------------------- | -------- | ------ |
| 第1話                                                                        | 2023年10月18日 | 無敵の人〜特命係VS公安…失踪に潜む罠 | 神森万里江                  | 橋本一   | 12.5%  |
| 第2話                                                                        | 10月25日       | 無敵の人〜特命係VS公安…巨悪への反撃 | 神森万里江                  | 橋本一   | 12.8%  |
| 第3話                                                                        | 11月1日        | スズメバチ                          | 岩下悠子                    | 権野元   | 11.2%  |
| 第4話                                                                        | 11月8日        | 天使の前髪                          | 森下直                      | 守下敏行 | 11.1%  |
| 第5話                                                                        | 11月15日       | 冷血                                | 岩下悠子                    | 守下敏行 | 10.7%  |
| 第6話                                                                        | 11月22日       | 名探偵と眠り姫                      | 光益義幸                    | 橋本一   | 11.1%  |
| 第7話                                                                        | 11月29日       | 青春の光と影                        | 瀧本智行                    | 権野元   | 11.1%  |
| 第8話                                                                        | 12月13日       | センチメンタル・ジャーニー          | 瀧本智行                    | 権野元   | 10.0%  |
| 第9話                                                                        | 12月20日       | 男の花道                            | 輿水泰弘                    | 橋本一   | 11.2%  |
| 第10話                                                                       | 2024年1月1日   | サイレント・タトゥ                  | 輿水泰弘                    | 権野元   | 10.2%  |
| 第11話                                                                       | 1月10日        | その頬に触れるな                    | 川﨑龍太                    | 田村孝蔵 | 10.9%  |
| 第12話                                                                       | 1月17日        | 惡の種                              | 徳永富彦                    | 田村孝蔵 | 10.8%  |
| 第13話                                                                       | 1月24日        | 恋文                                | 神森万里江                  | 内片輝   | 10.8%  |
| 第14話                                                                       | 1月31日        | 亀裂                                | 岩下悠子                    | 内片輝   | 11.1%  |
| 第15話                                                                       | 2月7日         | マッターホルンの殺人                | 川﨑龍太                    | 橋本一   | 11.0%  |
| 第16話                                                                       | 2月14日        | 子ほめ                              | 竹内清人 （協力：小宮孝泰） | 権野元   | 11.2%  |
| 第17話                                                                       | 2月21日        | インビジブル                        | 瀧本智行                    | 守下敏行 | 10.5%  |
| 第18話                                                                       | 2月28日        | インビジブル〜爆弾テロ!最後のゲーム | 瀧本智行                    | 守下敏行 | 11.1%  |
| 第19話                                                                       | 3月6日         | トレードオフ                        | 輿水泰弘                    | 橋本一   | 11.4%  |
| 最終話                                                                       | 3月13日        | トレードオフ〜AI右京の完全推理      | 輿水泰弘                    | 橋本一   | 12.8%  |
| 平均視聴率 11.2%（視聴率はビデオリサーチ調べ、関東地区・世帯・リアルタイム） |                |                                     |                             |          |        |

### season23
- 2024年10月16日 - 2025年3月12日、全19話、平均視聴率 10.5%。
- タイトルロゴは『相棒 SEASON23』[注 5][注 6]で、『相棒』の下に『SEASON23』の文字が表記されている。また、タイトルロゴのデサインも変更された。
- 第1話・第2話は21時から22時9分までの15分拡大SP。また直前番組『くりぃむクイズ ミラクル9』2時間SP（20:54の各局別ミニ番組は内包して19:00 - 21:00）との接続はステブレレス。
- 11月13日は『世界野球プレミア12開幕戦』（ オーストラリア× 日本。バンテリンドームナゴヤ、メ〜テレ製作。18:30 - 21:54）のため休止。
- 第9話は水曜21時から23時15分までの2時間15分SP。
- 第18話、最終話は21時から22時4分までの10分拡大SP。
- 警視庁創立150年というアニバーサリーイヤーでもあり、水谷も警視庁の記念サイトに応援メッセージを寄せている。
- season17を最後にシリーズを離れていた真野勝成が7年ぶりに復帰した一方で、メインライターの輿水泰弘が脚本を担当した回が存在しない初めてのシーズンとなった。

| 話数                                                                         | 放送日         | サブタイトル                         | 脚本       | 監督     | 視聴率 |
| ---------------------------------------------------------------------------- | -------------- | ------------------------------------ | ---------- | -------- | ------ |
| 第1話                                                                        | 2024年10月16日 | 警察官A〜要人暗殺の罠!姿なき首謀者   | 徳永富彦   | 橋本一   | 12.6%  |
| 第2話                                                                        | 10月23日       | 警察官A〜逆転殺人!真犯人は二人いる!! | 徳永富彦   | 橋本一   | 11.2％ |
| 第3話                                                                        | 10月30日       | 楽園                                 | 光益義幸   | 橋本一   | 10.7%  |
| 第4話                                                                        | 11月6日        | 2つの顔                              | 森下直     | 守下敏行 | 10.4%  |
| 第5話                                                                        | 11月20日       | 幽霊ホテル                           | 岩下悠子   | 田村孝蔵 | 10.4%  |
| 第6話                                                                        | 11月27日       | 薔薇と髭の夜明け                     | 岩下悠子   | 橋本一   | 10.6%  |
| 第7話                                                                        | 12月11日       | 復讐者は笑わない                     | 川﨑龍太   | 守下敏行 | 09.8%  |
| 第8話                                                                        | 12月18日       | 瞳の中のあなた                       | 川﨑龍太   | 田村孝蔵 | 10.4%  |
| 第9話                                                                        | 2025年1月1日   | 最後の一日                           | 神森万里江 | 内片輝   | 11.3%  |
| 第10話                                                                       | 1月8日         | 雨やどり                             | 光益義幸   | 橋本一   | 10.4%  |
| 第11話                                                                       | 1月15日        | 33人の亀山薫                         | 川﨑龍太   | 橋本一   | 10.2%  |
| 第12話                                                                       | 1月22日        | 細かいことが気になる患者             | 真野勝成   | 橋本一   | 11.1%  |
| 第13話                                                                       | 1月29日        | レジリエンス                         | 真野勝成   | 橋本一   | 09.7%  |
| 第14話                                                                       | 2月5日         | 中園照生の受難                       | 岩下悠子   | 安養寺工 | 10.4%  |
| 第15話                                                                       | 2月12日        | キャスリング                         | 徳永富彦   | 安養寺工 | 10.0%  |
| 第16話                                                                       | 2月19日        | 花は咲く場所を選ばない               | 當銘啓太   | 守下敏行 | 09.5%  |
| 第17話                                                                       | 2月26日        | 盗まれた死体                         | 渡部亮平   | 守下敏行 | 10.7%  |
| 第18話                                                                       | 3月5日         | 怪物と聖剣                           | 真野勝成   | 橋本一   | 10.1%  |
| 最終話                                                                       | 3月12日        | 怪物と聖剣〜決戦                     | 真野勝成   | 橋本一   | 10.8%  |
| 平均視聴率 10.5%（視聴率はビデオリサーチ調べ、関東地区・世帯・リアルタイム） |                |                                      |            |          |        |

## 主な登場人物
- 杉下右京 - 水谷豊
- 亀山薫 - 寺脇康文
- 亀山美和子 - 鈴木砂羽
- 小出茉梨 - 森口瑤子
- 内村完爾 - 片桐竜次
- 中園照生 - 小野了
- 伊丹憲一 - 川原和久
- 芹沢慶二 - 山中崇史
- 出雲麗音 - 篠原ゆき子
- 益子桑栄 - 田中隆三
- 角田六郎 - 山西惇
- 大河内春樹 - 神保悟志
- 社美彌子 - 仲間由紀恵
- 衣笠藤治 - 杉本哲太
- 甲斐峯秋 - 石坂浩二
- 陣川公平 - 原田龍二（S22-3 / S23-9に登場）

## 主な登場人物関連ゲスト
元主な登場人物
- 神戸尊 - 及川光博（S21-20、21〈終〉に登場）
- 米沢守 - 六角精児（S21-20、21〈終〉に登場）
- 青木年男 - 浅利陽介（S22-1、2に登場）
- 笛吹悦子 - 真飛聖（S22-10に登場）
- 三浦信輔 - 大谷亮介（S23-7に登場）

主な登場人物の親族
- 社マリア - 土方エミリ（S22-10）
- 甲斐秋徳 - 新納慎也（S22-10）
- 笛吹桔平 - 森優理斗（S22-10）

## 複数回登場のゲスト

### 複数回登場（警視庁）
所轄
- 高田創 - 加藤清史郎（S23-1、2）

### 複数回登場（三権）
政治家
- 片山雛子 - 木村佳乃（S21-1、2）
- 鑓鞍兵衛 - 柄本明（S21-1、2）

政治家 （主な登場人物以外）
- 袴田茂昭 - 片岡孝太郎（S21-11）

### 複数回登場（企業）
報道関係者
- 黒崎健太 - 内田裕也（S23-18、19〈終〉）

### 複数回登場（その他）
私立探偵
- 平井久美 - 福崎那由他（S23-1)
- 高木宇宙 - 石川雷蔵 (S23-1)

その他自営業者
- ヒロコ - 深沢敦（S21-15 / S23-6）
- 矢木明 - 高橋克実（S22-6）

その他
- クミ - 鈴木とーる（S21-15）→杉山宗賢（S23-6）
- ミキ - 平川裕成（S21-15 / S23-6）

## 単発ゲスト
season21 / season22 / season23

### season21（2022年 - 2023年）
第1話 ペルソナ・ノン・グラータ〜殺人招待状
第2話 ペルソナ・ノン・グラータ〜二重の陰謀
- 厩谷琢（外務省アジア大洋州局次長） - 勝村政信
- ミウ・ガルシア（サルウィン親善使節団メンバー・アイシャの親友） - 宮澤エマ
- アイシャ・ラ・プラント（サルウィン反政府運動リーダー） - サヘル・ローズ
- クリス・ガルシア（サルウィン親善使節団メンバー・ミウの弟） - トラウデン都仁
- 里村壱太郎（IT関連企業のオーナー・パーティの招待客） - 浜田学
- 尾栗江威子（サルウィン人道支援NGO団体幹部スタッフ・パーティの招待客） - 菊池麻衣子
- ガルシア（ガルシア姉弟の祖母） - Mari Nihei（第1話のみ）
- 尾栗（江威子の夫） - 林田一高（第1話のみ）
- ガルシア（ガルシア姉弟の祖父） - Mekdachi Khalil（第1話のみ）
- 厩谷（琢の娘） - 宮下一紗（第1話のみ）

第3話 容疑者 亀山薫
- 羽柴亮平（警視庁池袋中央警察署組織犯罪対策課 刑事） - 波岡一喜
- 塩見耕太郎（元警視庁池袋中央警察署会計課 課長・4年前事故死） - 長谷川公彦
- 塩見恭子（耕太郎の妻） - 広岡由里子
- 塩見優馬（耕太郎と恭子の息子） - 小宮璃央
- 前島正造（警視庁池袋中央警察署 署長） - 宇納佑
- 千石佐織（清掃会社 従業員・元警視庁池袋中央警察署会計課 職員） - 福田温子
- 須賀都志也（輸入雑貨店「リオネーレ」店長） - ニクまろ
- 大田悠（「ホエール宅配」配達員） - 荻野栞
- 冨樫昌孝（覚醒剤売人の元締） - 井俣太良

第4話 最後の晩餐
- 堂島志郎（独身の遊び人・資産家） - 矢柴俊博
- 久保ミツル（ショットバー「CITY LIGHTS」バーテンダー・早苗の息子） - 長村航希
- 永沢輝子（「CLUB GENESICA」ママ） - 大家由祐子
- 菊池和哉（由季の交際相手） - 守谷周徒
- 美咲（「CLUB GENESICA」ホステス） - 滝沢花野
- 西村由季（堂島の娘と名乗る女性） - 豊泉志織
- 久保早苗（堂島の元同棲相手・1年前死亡） - 藤山由依

第5話 眠る爆弾
- 平山翔太（城南大学理工学部 4年） - 山本涼介
- 三沢龍之介（城南大学理工学部 准教授・平山の共同研究者） - 山崎潤
- 野々村利夫（城南大学理工学部 教授） - 佐藤誓
- 森原真希（城南大学理工学部 4年・先月、実験中に事故死） - 大坪あきほ
- 三沢史子（龍之介の妻） - 松下恵
- 谷川（城南大学理工学部 学生） - 草野大成
- 工藤（城南大学理工学部 学生） - 西本まりん

第6話 笑う死体
- 伊藤真琴（寝具販売会社「スイートドリーマー」営業部員・元漫才コンビ「マコサヤ」） - 阿南健治
- 和田紗矢（スナック「紗矢」ママ・伊藤の元相方で内縁の妻） - 池谷のぶえ
- 大谷敏夫（ホームレス） - 有薗芳記
- 和田颯太（紗矢の息子） - 萩原護
- 青田（千葉県警捜査一課 刑事） - 鼓太郎
- 堀川（千葉県警捜査一課 刑事） - 吉成浩一
- 水沢（お笑いコンビ） - おぼん
- 今野（お笑いコンビ） - こぼん
- 増本（「浅草東陽亭」支配人） - 岡田正
- 岡山（「スイートドリーマー」社長） - 白石直也
- 飯村（「スイートドリーマー」営業部員） - 木津誠之

第7話 砂の記憶
- 吉崎弘美（警視庁健康管理本部 保健師・旧姓「一ノ瀬」） - 桜木梨奈（15歳：桜樹なつ）
- 富永瑞恵（沙織の母） - 根岸季衣
- 小沼裕一（警視庁総務部広報課広聴係） - 鳥谷宏之
- 富永沙織（20年前の通り魔事件の被害者） - 佐藤ひなた
- 榎本彩子（通り魔事件の被害者） - 本庄由佳
- 一ノ瀬（弘美の父） - 上原健太（声）
- 一ノ瀬（弘美の母） - 木ノ下あや香（声）

第8話 コイノイタミ
- 篠塚由香子（「BENTOボックス」店員・悦雄の妻） - 霧島れいか
- 衣川誠（リゾートホテル会社社長） - 樋渡真司
- 水城はつ（大久保の上顧客） - 東山明美
- 篠塚悦雄（前科6犯のチンピラ） - 檜尾健太
- 大久保雅也（不動産投資会社「ジー・ジェイ・エス・インベストメント」社員） - イワゴウサトシ
- 沼田利一（大久保の同僚） - 大下源一郎
- 篠塚祐（悦雄と由香子の息子） - 佐藤遙灯

第9話 丑三つのキョウコ
- 青山加奈（引きこもりの女性） - 江田友莉亜
- 足立達夫（元教師・加奈の高校時代の担任） - 廣川三憲
- 大村啓太郎（社会心理学者・栄和国際大学社会学部客員教授） - 佐藤銀平
- 松田綾人（動画投稿者「sashimi」） - 寺山武志
- 河上昌也（「フリースクール河上」代表） - 栗原功平
- 小池（動画投稿者「ウォーキング大好きマン」） - 友松栄
- 青山直子（加奈の母親・4月に過労死） - 千咲としえ
- 浦野（引きこもりの青年） - 吉村賢人
- 丑三つのキョウコ（都市伝説の女） - 小澤葵
- 浦野昭文（浦野の父親） - 川村朋栄
- 浦野（浦野の母親） - 名越佳代

第10話 黒いコートの女
- 菅野茉奈美（ダイアを探す女） - 橋本マナミ
- 安西正則（レザーグッズ専門店「風巧堂」オーナー） - 五代高之
- 安西一紗（正則の妻） - 山下裕子
- 安西美月（正則と一紗の娘） - 加藤柚凪（幼児期：青木結咲）
- 国枝祐介（宝石窃盗グループの一員） - 髙野光希
- 吉澤（群馬県警高崎南警察署 刑事） - 大森ヒロシ
- 住吉博也（宝石窃盗グループの一員） - 上原拓朗
- 田淵（国枝の隣室の住人） - 中野順二
- 古川健作（不良少年・6年前、殺害される） - 天羽尚吾
- 雪乃（美月の友達） - 河野彩吹
- 菅野祐樹（茉奈美の夫・6年半前に癌で死亡） - 鹿野祥平

第11話 大金塊
- 袴田茂斗（茂昭と虹子の息子・公設秘書も務める） - 森崎ウィン（小学生：藤原聖）
- 大門寺寧々（慶明大学ミステリー研究会会員・大門寺尚彦の孫） - 茅島みずき
- 野崎長吉（探偵社「熟年探偵団」調査員） - 井上肇（少年期：藤原颯音）
- 猪鹿蝶助（フリーの俳優・本名「出口義隆」） - 本多力
- 四谷仁実（袴田家の家政婦） - 佐藤玲
- 甲良尚真（袴田家の庭師） - 小橋川建
- 結城有子（結城宏の妻） - 小早川真由
- 松沼裕一（元袴田家の経理担当） - 飯塚三の介
- 袴田犀朗（元国会議員・虹子の父） - 牧村泉三郎
- 富田美奈子（議員立候補者・元袴田家の書生） - 山口知紗
- ラム（虹子の飼い犬） - ラムネ
- 袴田虹子（茂昭の妻） - いしのようこ
- 大門寺尚彦（探偵社「熟年探偵団」調査員） - 斉木しげる（少年期：藤岡大翔）
- 串田純哉（探偵社「熟年探偵団」調査員） - 佐藤B作（少年期：大塚悠矢）

第12話 他人連れ
- 南野浩一（リフォーム会社「豪原工務店」営業部員） - 駒木根隆介
- 三雲亜紀（スナックのママ・南野の元彼女） - 土井玲奈
- 工藤武志（小学生） - 潤浩
- 岡村（安田のアパートの住人・ウルフ警備保障 社員） - 今里真
- 島津（リフォーム会社「豪原工務店」社員） - 武智健二
- 工藤秀久（工藤秀久法律事務所 弁護士・武志の父親） - 木下政治
- 吉村照子（工藤家の隣人） - 星野園美
- 鮫島（工藤秀久法律事務所 事務員） - 並木愛枝
- 安田幹雄（半グレグループ「渋谷ポイズン」の元メンバー） - 川並淳一
- 工藤（秀久の妻・武志の母親） - 成瀬樹理
- 中山昭二（半グレグループ「渋谷ポイズン」のリーダー・3週間前に急死） - 福田雄基

第13話 椿二輪
- 牧村智子（遼太郎の妻） - 中山忍
- 大宮アカネ（洋画家・遼太郎の愛人） - 花澄
- 薬師寺研吾（「ラフィカ Art Gallery」オーナー） - 由地慶伍
- 梅田剛（ギャラリーの客） - 佐久間祥朗
- 牧村遼太郎（画家・3か月前にアカネと心中を図り死亡） - 小久保丈二
- 小島純一（「椿二輪」を切り裂いた男） - 北本哲也

第14話 まばたきの叫び
- 柳沼聖美（勝治の妻） - 陽月華（8歳：花鈴）
- 柳沼勝治（元受刑者） - 忍成修吾
- 佐竹良輔（綾の息子） - 佐久間悠（5歳：阿久津将真）
- 洲本和哉（訪問介護ステーション「筧坂園」ヘルパー） - 猪征大
- 町岡卓也（訪問介護ステーション「筧坂園」ヘルパー） - 鳴海心斗
- 佐竹綾（15年前、勝治に殺害された女性） - 羽村純子（13歳：森山のえる）
- 桑村真琴（訪問介護ステーション「筧坂園」所長） - あづみ昌宏

第15話 薔薇と髭と菫たち
- ノエル美智子（少女小説家・本名「大塚美智子」） - 大島さと子（24歳：朝倉ふゆな）
- 古川すみれ（スーパー「KEIHIN」パート従業員） - 智順（少女期：山本乙葉）
- 鬼塚一誠（ルポライター・美智子の夫・本名「大塚誠一」） - 工藤俊作（25歳：松村光陽）
- 江本雅史（ホスト・半グレグループ「スコルピオ」メンバー） - 小野塚雅人
- 伴坂健吾（NPO法人「ハートテーブル」職員） - 高橋里央
- 古川葵（すみれの娘） - 窪寺百合愛

第16話 女神
- 橘志織（夫婦カウンセラー・本名「大沢由紀乃」） - 銀粉蝶（青年期：大串有希）
- 斉藤千春（渡辺の婚約者・本名「鈴木司」・偽名「吉田千秋」） - 吉本菜穂子
- 竹村彰二（40年前の強盗犯・偽名「北川徹」） - 小林尚臣（27歳：和田慶史朗）
- 三宅隆史（児童養護施設「峯尾児童園」園長） - 花王おさむ
- 渡辺拓也（千春の婚約者） - 高島豪志
- 小田島謙三（介護を受ける老人） - 春延朋也

第17話 定点写真
- 奥山幹太（高校一年生） - 寺田心
- 大塚あゆみ（カメラマン） - 大野いと
- 深澤杏子（幹太の幼馴染み） - 幸澤沙良
- 澤田洸平（カメラマン・あゆみの師匠） - 奥田達士
- 柴山忠（「アートクリエイターズオフィス」社員・あゆみのマネージャー） - 和知龍範
- 浅野慎一（イベントプランナー） - 平井真軌
- 山下辰二（中古カメラ販売チェーン社長） - 森永徹
- 吉川（「美写紋賞」事務局長） - 谷藤太

第18話 悪役
- 小桜千明（悪役専門俳優） - 一ノ瀬ワタル
- 藤枝克也（俳優） - 山口祥行
- 池田淳（高嶺高等学校演劇部顧問教師・小桜の友人） - 長谷川慎也
- 松尾朋香（小桜の友人） - 田中道子
- 保科貴之（「ホシナ・エンターテイメント」社長） - 鈴木信二
- 北原陽介（バーテンダー・小桜の友人） - 小山悠
- 矢口綾子（「ホシナ・エンターテイメント」社員） - 中川可菜
- 伊東慎二（俳優） - 湯浅浩史
- 竹内昌幸（バーのオーナー） - 斎藤譲
- 河本唯（「桜色の恋人」出演女優） - 辻本みず希

第19話 再会
- 山部守（久里坂村の住人） - 田中奏生
- 山部政一（守の祖父） - 大槻修治
- 山部和子（守の祖母） - 木村八重子
- 男A - 古河耕史
- 男B - 鳥居功太郎
- 男C - 石田佳央

第20話 13〜死者の身代金
最終話 13〜隠された真実
- 葛葉宰三（私塾「ながとろ河童塾」塾長） - 渡辺いっけい
- 真野正義（中学生・「ながとろ河童塾」塾生） - 柴崎楓雅
- 真野寛晃（野菜農家・正義の父） - 阿部亮平
- 真野亜沙子（寛晃の妻・正義の母） - 菜葉菜
- 小口魁（「ながとろ河童塾」塾生） - 髙橋玲生
- 横山叶夢（「ながとろ河童塾」塾生） - 石坂柊々音
- 野口十海人（「ながとろ河童塾」塾生） - 坂本龍之介
- 笹本望愛（「ながとろ河童塾」塾生） - 咲音
- 高室尚郁（「TOKYO TOPICS」編集長） - 越村友一（第20話のみ）
- 真野晃三（正義の祖父・埼玉農業振興組合 代表・故人） - 針原滋（最終話のみ）

### season22（2023年 - 2024年）
第1話 無敵の人〜特命係VS公安…失踪に潜む罠
第2話 無敵の人〜特命係VS公安…巨悪への反撃
- 上原阿佐子（弁護士） - 栗山千明
- 牧村克実（フリーの雑誌記者・阿佐子の婚約者・本名「鶴見征一」・偽名「吉川崇」「鈴木聡太」） - 市川知宏
- 御法川誠太郎（警視庁公安部長） - 田中美央
- 末次広平（レストランオーナー） - 俊藤光利
- 坪内吉謙（「微笑みの楽園」幹部） - 伊東孝明
- 成増孝徳（警視庁公安部参事官） - 松田賢二
- 村岡（民家の主人） - 浅見小四郎（第1話のみ）
- 太田（「微笑みの楽園」信者） - 栗原功平
- 江端（「微笑みの楽園」信者） - 安村のりひさ
- 村上巧（レストランの客・平井のテロで死亡） - 釆澤靖起
- 迫水（暴力団員・拳銃密造グループの元締） - 池原丈暁
- 末次佳代（末次の妻・平井のテロで死亡） - 佐野啓子
- 平井蓮（平井の兄・自室から転落死） - 永澤洋
- 平井翔（「微笑みの楽園」信者・爆破テロを起こし、逮捕直前に自殺） - 桐矢一
- 風間義晴（社会学者・平井のテロで死亡） - 東龍美
- 坂本慎二（「あおい出版」編集長） - 浅木信幸（第1話のみ）
- 二宮蒼（リポーター） - 縣まいこ（第2話のみ）

第3話 スズメバチ
- 村岡めぐみ（加藤の交際相手） - 生越千晴
- 藤巻英子（「KB&KD」武蔵野研究所 研究員） - 鮎川桃果
- 佐川倫之助（香里台交番 巡査） - 俵木藤汰
- 加藤星也（「デジタルノアソリューションズ」事業企画部員） - 一ノ瀬翔太
- 小山紗栄子（珈琲サロン「紗」店長） - 良田麻美

第4話 天使の前髪
- 久保崎美怜（女優・劇団「W」主宰） - 藤井美菜
- 中村修（洋風居酒屋「伊太利の里」店長） - 瀬口寛之
- 久保崎美由（美怜の妹・故人） - 石崎日梨
- 工藤祐一（舞台演出家） - 大内厚雄
- 有村凛（劇団「W」劇団員） - 朝井瞳子
- 皆川隆二（「グローバルビジョンピクチャーズ」） - 島丈明
- 黒岩希美（演劇集団「ホタル座」団員） - 中條サエ子

第5話 冷血
- 桐生貴明（警視庁組織犯罪対策部薬物銃器対策課 刑事） - 小林亮太
- 花井与志郎（成浦興業 組長・通名「小林」） - 殺陣剛太
- 和光（闇バイトの若者） - 小日向春平
- 黒沢秀一（半グレグループ「スコルピオ」幹部） - 高木勝也
- 桐生真弓（府中共生病院 看護部長・桐生の母親） - 菅原あき
- 緑川あや（「独鈷庵」アルバイト店員） - 伊藤麗
- 鈴木とし子（桐生に詐欺被害を防いでもらった女性） - 酒井麻吏
- 山田（闇バイトの若者） - 森橋諄哉
- 向原（闇バイトの若者） - 佐藤元揮

第6話 名探偵と眠り姫
- 蔵本慎吾（「蔵本屋」常務・里紗の継父・婿養子で旧姓「今井」） - 佐伯新
- 蔵本里紗（「蔵本屋」の令嬢） - 潤花（5歳：磯村アメリ）
- 黒崎弘（「黒崎堂」社長） - 諏訪太朗
- 瀬戸路子（蔵本家の家政婦） - 和泉ちぬ
- 蔵本啓介（幸次郎の息子・里紗の叔父） - 石田登星
- 蔵本幸次郎（「蔵本屋」社長） - 花王おさむ
- 黒崎潤也（弘の息子・里紗の婚約者） - 三浦大和
- 水田仁（17年前の里紗の誘拐犯） - 多田昌史

第7話 青春の光と影
- 矢崎浩輔（ロックバンド「DEEP CREW」ボーカル） - 金子昇
- 佐光隆吾（「DEEP CREW」ドラム担当） - 川野直輝
- 安本早苗（「DEEP CREW」ベース担当） - 細野今日子
- 林田晃司（「DEEP CREW」ギター担当） - 江頭勇哉
- 沢村香音（「DEEP CREW」マネージャー） - 木村葉月
- 吉澤佳代（「Leggiero」社長） - 中原翔子
- 矢崎優実（矢崎の妻・元アイドル「白河優実」） - 加賀美早紀

第8話 センチメンタル・ジャーニー
- 門脇多恵子（元詐欺師・偽名「尾上絹」） - 中尾ミエ（15歳：宮川莉奈）
- 後藤真奈（多恵子の孫） - 紗葉
- 磯貝直樹（詐欺師・元関東漸央会 構成員） - 松本哲也
- 門脇（多恵子の父・故人） - 吉野正弘

第9話 男の花道
- 弓生崇智（「Yott・VISION」社長」） - 赤ペン瀧川
- 法海（財照寺 住職） - 直江喜一
- 浅戸彰良（警視庁組織犯罪対策部 部長） - 間瀬英正
- 平田弁景（扶桑武蔵桜 顧問弁護士） - やべけんじ
- 龍次郎（扶桑武蔵桜 組員） - 奥村隆正

第10話 サイレント・タトゥ
- 栗原志津子（塾講師・元南北小学校 教員） - 美村里江
- 黒須真士（浪人生・「はちどり運輸」アルバイト） - 阿佐辰美（6歳：駿之介）
- 姉小路仁（南北小学校 教員） - 福澤重文
- 小川原楓（南北小学校 教員） - 皆本麻帆
- 井ノ瀬喜和美（大翔の母） - 中村早香
- 栗原（志津子の父） - 岡田謙
- 栗原（志津子の母） - 泉晶子
- 井ノ瀬大翔（南北小学校 2年生） - 大場りと
- 富家谷翠（南北小学校 2年生・劇中のワトスン役） - るあん
- 日本領事館のエージェント - 津田健次郎（声）
- 小山みれい - 石切山莉央

第11話 その頬に触れるな
- 丹生初音（「Toy Castle」デザイン課 デザイナー） - 映美くらら
- 持永登紀子（「帝堂化学」社員・凛の母親） - 山下容莉枝
- 小園蓮太郎（「Toy Castle」社長） - 山田太一
- 辺見岳（「帝堂化学」開発部 社員） - 小野匠
- 持永凛（「Toy Castle」デザイン課 デザイナー・半年前に自殺） - 吉田凜音（5歳：沢田優乃)
- 八巻萌美（「Toy Castle」デザイン課 デザイナー） - 沖なつ芽
- 梶川史彦（「帝堂化学」研究員） - 小林峻
- 丹生湊人（初音の息子） - 松本瑛貴

第12話 惡の種
- 内田隆一（「24弁当」商品開発部 社員） - 前原滉
- 高木良雄（ホームレス「ゴンちゃん」・元「ホルムズエステート」営業部員・1年前死亡） - 宮本大誠
- 吉口秋夫（「24弁当」日暮里店 店長） - 古賀清
- 西川（ホームレス） - ホリベン
- 河野（「24弁当」商品開発部 チーフ） - 西口泰央
- 緒方（日暮里三丁目町内会 会長） - 三島ゆたか
- 吉口則子（吉口の妻） - 杉山薫
- 山崎博子（資産家） - 兎本有紀
- 岩上（通り魔） - 小島ことり

第13話 恋文
- 戸倉充（画家） - モト冬樹
- 戸倉祥子（戸倉の妻・12年前に失踪） - 岡内美喜子
- 佐藤晴樹（カフェの店員） - 松澤和輝（10歳：山田忠輝）
- 長田瑞穂（会橋区民センター 職員） - 永瀬未留（10歳：伊東璃々愛）
- 春日（警視庁世田谷中央警察署 刑事） - 岸田研二
- 高島（家事代行サービス社員） - 相川裕滋
- 清水久志（画廊のオーナー・故人） - 佐野元哉
- 宮下（祥子の知人） - 高間智子

第14話 亀裂
- 道明寺吉嗣（美術コレクター） - 小林隆
- 島川雪乃（陶芸家） - 清水葉月
- 横井正孝（洋画家） - 小野健斗
- 関口倫之助（元画家） - 坂口辰平
- 元木よし子（道明寺の家政婦） - 村中玲子
- 浅原亮（美術品強盗グループの一員） - 高尾悠希
- 新田真司（美術品強盗グループの一員） - 祐楽
- 杉野雄大（美術品強盗グループの一員） - 川端康太

第15話 マッターホルンの殺人
- 善家光明（「大菅エージェンシー」社員） - 加治将樹
- 垣原宗介（小学生） - 伊奈聖嵐
- 戸嶋佐奈子（有紗の母親） - 柊瑠美
- 垣原駿作（垣原法律事務所 弁護士・宗介の父親） - 越村友一
- 垣原七恵（駿作の妻・宗介の母親） - 真下玲奈
- 大菅泰平（「大菅エージェンシー」社長） - 平野貴大
- 根室和晴（「両国将棋センター」席亭） - 園岡新太郎
- 加藤敏志（「大菅エージェンシー」社員） - 渡邊聡
- 戸嶋有紗（「さんくすがーるず」メンバー） - 松岡美那
- ひかり（「さんくすがーるず」メンバー） - 岡田樹里
- みずき（「さんくすがーるず」メンバー） - 美杏
- こころ（「さんくすがーるず」メンバー） - 松田夏波
- ななみ（「さんくすがーるず」メンバー） - 村越莉桜

第16話 子ほめ
- 根津幸作（南多摩刑務所 受刑者） - 菅田俊
- 瀬尾福一（クラブのオーナー・元「百川鉄工所」社員・偽名「速水」） - 瀧川鯉斗（18歳：金田将浩）
- 目黒徹（バーのマスター・元受刑者） - 大賀太郎
- 今戸良輔（南多摩刑務所 刑務官） - 西本竜樹
- 高尾紺子（根津の元妻） - 小野沢智子
- 百川賀津夫（「百川鉄工所」社長・23年前殺害される） - 石井浩
- 根津福太郎（根津と紺子の息子・川で水死） - 二ノ宮陸登

第17話 インビジブル
第18話 インビジブル〜爆弾テロ!最後のゲーム
- 山田希望（IQ150の天才少年） - 中川翼（幼少時：黒岩紘翔〈第18話のみ〉）
- 本城卓（「スギナ電気設備」社員） - 吉田日向（幼少時：下村洸太〈第18話のみ〉）
- 山田正義（警視庁城北中央警察署 署長・征志郎の息子） - 金井浩人
- 金森翔吾（元警視庁城北中央警察署地域課 巡査・1年前自殺） - 井上拓哉（第18話のみ）（11歳：小林丞之介〈第18話のみ〉）
- 柿沼勇作（元警視庁城北中央警察署地域課 巡査） - 横山涼
- 那須野（警視庁城北中央警察署 副署長） - 永倉大輔
- 牧野文雄（「AEGIR警備保障」警備員） - 山形匠
- 吉原（警視庁城北中央警察署 署員） - 北山雅康（第17話のみ）
- 山田美紀子（征志郎の妻） - 斉藤レイ（第17話のみ）
- 雅恵（山田家の家政婦） - 福井裕子
- 川口（「スギナ電気設備」職人） - 佐藤文吾
- 村上（「AEGIR警備保障」課長・牧野の上司） - 田野良樹（第17話のみ）
- 井上直人（医師） - 小井土一章（第17話のみ）
- 川村蒼（征志郎の秘書・東都市秘書課 職員） - 中村樹里（第17話のみ）
- 加藤静子（「東都愛育園」園長） - 島かおり（第18話のみ）
- 山田征志郎（東都市長） - 升毅

第19話 トレードオフ
最終話 トレードオフ〜AI右京の完全推理
- 下川阿貴（法務大臣） - 黒谷友香
- 尾上欣悟（東京地検特捜部 部長・教養指導課に左遷） - 甲本雅裕
- 乙部泰治郎（明東大学 名誉教授） - 佐戸井けん太（第19話のみ）
- 下川勇一（阿貴の夫） - 森岡豊
- 井坂久司（警視庁港中央警察署少年課 刑事） - 岩男海史
- 多賀潮（乙部を襲撃した少年） - 島田裕仁
- 金子忠志（東都テレビ 制作部長） - 仁科貴（第19話のみ）
- 西村拓三（元東都テレビ プロデューサー） - 内藤裕志
- 榊郁次郎（自生党 幹事長） - 永田耕一（第19話のみ）
- 呉由起夫（東京地検 検事正） - 神林茂典（第19話のみ）
- 多賀諄（潮の叔父） - 竹井洋介（第19話のみ）
- 山本大輝（潮から借金を取り立てていたチンピラ） - 七枝実
- 尾上（尾上の妻） - ヤマグチ尊子（最終話のみ）
- 武智淑郎（内閣官房長官） - 金田明夫

### season23（2024年 - 2025年）
第1話 警察官A〜要人暗殺の罠!姿なき首謀者
第2話 警察官A〜逆転殺人!真犯人は二人いる!!
- 二科征司（警視庁麹町中央警察署地域課 巡査） - 内野謙太
- 川路利良（初代大警視） - 松田洋治
- 芦屋満（衆議院議員・元国家公安委員長） - 並樹史朗
- 大久保利通（初代内務卿） - 松澤仁晶
- 神山成夫（6年前の無差別殺傷事件の犯人） - 千葉雅大
- 竹森詩織（利根川の秘書） - 徳留歌織
- 利根川吉伸（自生党幹事長） - でんでん
- 藤原龍一（内閣総理大臣） - 柴俊夫
- 八木剛（違法民泊の宿泊者） - 細井じゅん（第1話のみ）
- 中川美緒（違法民泊の宿泊者） - 光藤えり（第1話のみ）
- 村野典明（衆議院議員） - 吉田悟郎（第1話のみ）
- 古川裕（違法民泊の宿泊者） - 山本侑平（第1話のみ）
- 山中信嘉（「コンフィマート」店長） - 芝崎昇（第1話のみ）
- 小林孝弘（「ONE TO TWO」の客） - オツハタ（第1話のみ）
- 福山彩咲（「ONE TO TWO」の客） - 南木春香（第1話のみ）
- 入川若菜（「ふるらぼ」店員） - 小野由香（第1話のみ）
- 見村雅斗（「ONE TO TWO」店員） - 青木泰寛（第1話のみ）
- 武井（半グレ） - 須賀裕紀（第1話のみ）
- 足立（関東通信 記者） - 足立学（第1話のみ）
- 日高行人（警備員・元警視庁中野中央警察署地域課 巡査） - 中村歌昇（第2話のみ）
- 工藤敬（元暴力団「山東會」組員） - 高田賢一（第2話のみ）
- 松井香奈子（看護師） - 荻野みかん（第2話のみ）
- 上野保（衆議院議員候補者） - 原田隼人（第2話のみ）
- 金沢壮士（医師） - 赤堀二英（第2話のみ）
- 和田豊晴（闇バイトの男） - 長谷場俊紀（第2話のみ）
- 萩原由依（レポーター） - 萩本舞（第2話のみ）

第3話 楽園
- 樫村陽介（ペンション「らくえん」オーナー） - 福士誠治
- 岸みどり（「らくえん」の宿泊客・小説家） - ふせえり
- 志田綾乃（「らくえん」従業員） - 水沢エレナ
- 寺崎美晴（「らくえん」の宿泊客） - 柳美稀
- 古瀬彰人（システムエンジニア） - 草野イニ
- 児島亜紀（「らくえん」の宿泊客・警視庁六本木警察署 刑事） - 於保佐代子
- 中田崇裕（「らくえん」の宿泊客・みどりの担当編集者） - 富岡晃一郎
- 加藤大河（「らくえん」の宿泊客） - 後藤大
- 大塚伸也（「らくえん」の宿泊客・警視庁六本木警察署 刑事） - 前田恭明
- 村岡敏志（IT会社「Cyberithm」代表者） - 葉山昴
- 田村一郎（みどりの息子・半グレの鮫島） - 檜尾健太（幼少期：谷侑橙）

第4話 2つの顔
- 加納達夫（環境保護団体「アースジャッジ」代表） - 山口馬木也
- 相場ユウ（「アースジャッジ」アルバイト） - 中尾暢樹
- 漆原誠一（テルース環境研究センター 教授） - 斉藤陽一郎
- 信岡利三（英徳大学農学部 教授） - 久保酎吉
- 宮脇瑠美（信岡の助手） - 飯田桃子
- 淵橋良哉（テルース環境研究センター 研究員） - 佐々木道成
- 沖田富雄（ビルの管理人） - 春延朋也
- 寺西拓実（警察病院 医師） - 日下部千太郎

第5話 幽霊ホテル
- 織田照仁（「ホテル秋川」支配人） - 遠山俊也
- 中井和彦（雫の父親） - 前川泰之
- 中井真紀（雫の母親・和彦の妻） - 須藤温子
- 中井雫（療養宿泊中の少女） - 宮崎莉里沙
- 花岡久行（城南大学生命理工学研究室 教授） - 佐久間哲
- 宮原正志（「ホテル秋川」客室清掃係） - 平野宏周
- 町山慎吾（心霊マニアの宿泊客） - 西本銀二郎
- 堀龍之介（常連宿泊客） - 松延知明
- 古川輝一郎（リハビリ療養の宿泊客） - 原金太郎
- 松島弘樹（理学療法士） - 鈴木コウヤ

第6話 薔薇と髭の夜明け
- 泉川慎平（東京都立南新宿高等学校定時制課 教師） - 西銘駿
- 矢野拓海（「YANOリーガルオフィス」司法書士） - 柾木玲弥
- 大森傑（喫茶店「Rick's」店長） - 両角周
- 幸田裕一郎（「東栄ネクスト」社長） - 板倉武志
- 木原知世（矢野の元同棲相手） - 福井夏
- 池上しず子（「助け合い食堂」ボランティア） - 畠山明子
- 織山一郎（企業オーナー・10年前の強盗被害者） - 石井亮次

第7話 復讐者は笑わない
- 恒川圭一郎（スーパー「フレッシュビックス」店員・里穂の婚約者） - 神尾佑
- 友繁沙也加（スーパー「フレッシュビックス」店員） - 佐藤みゆき
- 押見博樹（里穂の元恋人・29年前、里穂を殺害して逃亡中） - 鎌倉太郎
- 板倉正継（里穂の父親） - あべかつのり
- 庄島優（沙也加の元夫） - 高原知秀
- 押見嘉子（スナック「蝶と夜」オーナー・押見の妹） - 伊佐美紀
- 佐津間諒（スーパー「フレッシュビックス」店長） - 田子天彩
- 板倉里穂（女子大生・29年前、押見に殺害される） - 岡田莉世

第8話 瞳の中のあなた
- 三郷藍里（生花店「フラワーナイン」アルバイト・視覚障害者） - 森マリア
- 野瀬匠（「フラワーナイン」店員・偽名「服部道彦」） - レイニ
- 井手口精一（「フラワーナイン」店長） - ドロンズ石本
- 坪倉善孝（尾澤家の隣人） - 有福正志
- 尾澤勝臣（和歌子の夫） - まいど豊
- 木浪凌大（「セブン塗装」職人） - 藤井アキト
- 尾澤和歌子（2年前の強盗殺人の被害者） - 山﨑千惠子
- 園田典彦（「セブン塗装」社長） - J.K.Goodman
- 山根日菜（看護師） - 安陪恭加

第9話 最後の一日
- 桧山弘一（ニュースキャスター） - 髙嶋政伸
- 柘原彰（伊地知の秘書） - 藤本隆宏
- 武部友和（桧山の付き人） - 高橋光臣
- 中嶋紗央理（妊婦・柘原の恋人） - 原田佳奈
- 桧山真紀子（桧山の妻） - 大村彩子
- 伊地知怜子（伊地知の妻） - 西山知佐
- 桧山賢二（桧山の弟） - 池田努
- 澤田正志（「プライムフォーカス」プロデューサー・菜穂の夫） - 佐古井隆之
- 山本ひかり（老人保健施設「メディケアウェスト」職員・柘原の妹・5年前の土砂災害で死亡） - 水嶋凜
- 樋口（東京中央テレビ 役員） - 井上康
- 野村稔（「ジョーカー」のメンバー） - 藤本タケ
- 吉岡（東京中央テレビ 役員） - 中脇樹人
- 山下（警備員） - 早坂柊人
- 高橋（AD） - 三浦太偉知
- 山崎（「メディケアウェスト」職員） - 船山拓也
- 田所（警視庁小瀧中央警察署 署員） - 若松力
- 斉藤（「メディケアウェスト」職員） - かとうずんこ
- 木村茉莉乃（東京中央テレビ アナウンサー） - 渋佐和佳奈
- 大田原俊彦（伊地知の秘書・5年前の土砂災害で死亡） - 石井浩
- 桧山結愛（桧山と真紀子の娘） - 中村千歳
- 澤田菜穂（薫・伊丹・益子の警察学校時代の同期） - 櫻井淳子
- 伊地知義弘（自生党議員） - 石丸謙二郎
- まきてこ（「プライムフォーカス」出演者） - 八幡カオル
- 栗林ちえみ（「プライムフォーカス」出演者） - ぢゃいこ
- バイナリ入江（「プライムフォーカス」出演者） - チカトプライド
- 水野友梨（モデル・桧山の不倫相手） - 奥村美香

第10話 雨やどり
- 福丸健吾（傘職人） - 碓井将大（少年期：松山聖矢）
- 桐山塔子（「サーティナイン」従業員・美鈴の養女） - 青島心（少女期：石田結彩）
- 岡昌宏（居酒屋「藤吉郎」店主） - 松本実
- 福丸貴子（行紀の妻・健吾の母） - 速水今日子
- 佐伯美鈴（スナック「サーティナイン」店主） - 冨田直美
- 木本三郎（「サーティナイン」常連客） - 脇知弘
- 浅田友莉亜（「サーティナイン」従業員） - 石田パトリシア
- 福丸行紀（「フクマル洋傘店」店主・健吾の父） - 澤田誠志
- 石橋大祐（半年前、ジョギング中に転倒死） - 松村明

第11話 33人の亀山薫
- 役所の亀山薫（鳥取県松信市役所 職員・「亀山薫の会」出席者・本名「鈴木純子」） - 羽野晶紀
- シェフの亀山薫（「TRATTORIA KAMEYAMA」オーナーシェフ・「亀山薫の会」副代表） - 北代高士（幼少期：れい）
- 営業の亀山薫（「プロダクティブサポートリース」営業部員・「亀山薫の会」幹事） - ヤマダユウスケ
- 大学生の亀山薫（「亀山薫の会」出席者） - 赤木耀
- 代表の亀山薫（「帝堂商事」食品産業部 係長・「亀山薫の会」代表） - 阿諏訪泰義
- 博多の亀山薫（「亀山薫の会」出席者） - 前田莉瑚

第12話 細かいことが気になる患者
- ライリー・櫻井（「83コンサルティング」代表コンサルタント） - 岩谷健司（少年期：緑川玖）
- 有澤一郎（「83コンサルティング」顧問弁護士） - 内村遥
- 高橋理沙（「83コンサルティング」社員） - 橘さり
- 寺田昌己（杉並武蔵病院 院長） - 山口粧太
- 飯窪郡治（櫻井に雇われた男・偽名「白鳥弘二」） - 三田村賢二
- 小林圭介（櫻井に雇われた男・偽名「土居健人」） - 管勇毅
- 中澤良子（杉並武蔵病院 看護師長） - 林田麻里
- 八木かよ（入院患者） - 今本洋子
- 岡村直人（「83コンサルティング」社員） - 飯山裕太
- 田中誠（ホームレス・元ロマンス詐欺師「スマイリー博士」） - 小野塚老

第13話 レジリエンス
- 平井葉一（児童養護施設「ポトス学園」職員・元警視庁練馬中央警察署生活安全課少年係） - 和泉元彌
- 和田彩子（祐希の母） - 赤間麻里子
- 北原莉央（漫画家・ペンネーム「犬山犬彦」） - 御子柴彩里（10歳：草竹緒）
- 藤本（「ポトス学園」園長） - 西山水木
- 為永祐希（彩子の息子・5年前、絞殺） - 今井公平
- 中山葉月（造園業者見習い・5年前、一酸化炭素中毒死） - 北川雅
- 岸本理子（造園業者見習い・5年前、一酸化炭素中毒死） - 髙山夏姫
- 石田浩介（会社員・5年前、溺死） - 塚本淳也

第14話 中園照生の受難
- 結城江梨子（盆栽家） - 西山繭子
- 小宮山冬樹（元「東洋フードサプライ」社員・ジャスティーズの被害者） - イワゴウサトシ
- 永瀬優斗（私人逮捕系動画配信グループ「ジャスティーズ」リーダー） - 山口大地
- 野田翔（「ジャスティーズ」メンバー） - 村上カイリ
- 蛯原圭太（「ジャスティーズ」メンバー） - 中山雄斗
- 村井利昌（江梨子の元夫・1年半前失踪） - 椎原克知
- 藤野一郎（中園家の隣人） - 世志男
- 斉藤ゆかり（結城家の近所の主婦） - 丸山優子

第15話 キャスリング
- 奥田剛（15年前の「高円寺母子殺害事件」の遺族） - 佐野史郎
- 奥田美奈（奥田の妻・「高円寺母子殺害事件」被害者） - 鎌田麻里名
- 田中（ミリタリーショップ店長） - 大窪晶
- 中野（立ち飲み屋の店主） - 岩田丸
- 奥田菜々美（奥田と美奈の娘・「高円寺母子殺害事件」被害者） - 近藤麻衣愛
- 小谷（立ち飲み屋の常連客） - 真田幹也

第16話 花は咲く場所を選ばない
- 虻川希美（関東美術大学美術学部 3年生・虻川と洋子の娘） - 松井愛莉
- 倉田ひかり（飛鳥美術大学 3年生） - 山谷花純
- 虻川洋子（虻川の妻） - 荻野友里
- 加賀さゆり（加賀の妻） - 小林さやか
- 加賀正信（喫茶店のマスター） - 田中壮太郎
- 西野守（「アートギャラリーホッシュ」社員） - 滝本圭
- 飯沢彰（千葉県警の警官） - 上原拓朗
- 星郁夫（「アートギャラリーホッシュ」経営者） - 榎本純朗
- 虻川徹（日本画家・1年前、心臓病の発作で死亡） - 岡本正

第17話 盗まれた死体
- 住田龍介（反社組織「スカル」メンバー・米本製作所 元従業員） - 松岡広大
- 羽藤美香（慶修大学法学部政治学科 学生・羽藤の娘） - 内海誠子
- 羽藤真一（警視庁組織犯罪対策部 刑事） - 冨家ノリマサ
- 園宮芽瑠（スーツケースを運ばされた少女） - 荒川ひなた
- 茂手木（追い剥ぎに遭った男性） - 沖原一生
- 桑村（詐欺師） - 乙黒史誠
- 廣岡浩（住田の大学の友人） - 山本直寛
- 米本（米本製作所 社長） - 竹本純平
- 羽藤（羽藤の妻・故人） - 横沢理穂

第18話 怪物と聖剣
最終話 怪物と聖剣〜決戦
- 浦神鹿（新世代のフィクサー） - 毎熊克哉
- 一岡光（東京都知事） - 片桐仁
- 木原健二（唐揚げ屋台「キズナチキン」店主） - 平山祐介
- 橋迫倫子（東京都議員） - 愛希れいか
- 石田心（東京都会計管理局会計課 局員） - 太田いず帆
- 柴田拓（「キズナチキン」店員） - 真丸
- 橋迫ほまれ（小学生・倫子の娘） - 山中七
- 橋迫順子（倫子の母） - 酒井麻吏
- 工藤正夫（東京都会計管理局長） - 佐藤伸之
- 岡本（強盗の被害者） - 佐野光洋（第18話のみ）
- 小野房子（強盗の被害者） - 三谷悦代（第18話のみ）
- 清田翔也（強盗犯の一人） - 西野光
- 後藤優也（水死体・強盗犯の一人） - 山口良太
- 福田元気（水死体・強盗犯の一人） - 森航佑（第18話のみ）
- 小野浩介（房子の息子） - 倉沢学（第18話のみ）
- 杉山花江（強盗の被害者） - 澤井孝子（第18話のみ）
- 西田（刑事） - 田中貴裕（第18話のみ）
- 山口陽菜（東京都庁 受付） - 下口ひなな（第18話のみ）
- 佐倉（前東京都知事・3年前、火災で死亡） - 春園幸宏

## スタッフ
- エグゼクティブプロデューサー - 桑田潔（テレビ朝日、season21 - ）
- チーフプロデューサー - 佐藤凉一（テレビ朝日、season21）
- プロデューサー - 高野渉（テレビ朝日、season21 - ）、古草昌実（テレビ朝日、season22）、西平敦郎・土田真通（東映、season21 - ）
- アシスタントプロデューサー - 佐藤七星（テレビ朝日、season21 - ）、吉川史樹（東映、season23第18話、最終話）
- ラインプロデューサー - 松原剛（season21第11話、第14話 - 最終話）、磯崎憲一（season21 - ）、橋本憲（season22 - ）
- 選曲 - 谷川義春（ニートネスト / season19 - ）
- 予告編演出 - 福永大輔（season14 - ）
- 予告編ナレーション - ゴブリン（season14 - ）
- PRディレクション - 佐藤恵梨子（season21 - ）
- EED - 鶏冠井健人（season19 - ）、沼本涼樹（season21 - ）
- CG・VFX - 後藤洋二（テレビ朝日クリエイト / season22 - ）ほか
- タイトルバック - 朝日広告社・岩下みどり（ILCA / season21 - ）

## 反響
season21の第4話「最後の晩餐」は初期のエピソードを彷彿とさせるとしてSNS上で話題となり、歴代の相棒の中でも名エピソードとする声もあった。また、season22の第9話「その頬に触れるな」では物語の巧みさなどを評価する声や、物語の渦中にあったキャラクター「ほっぺ丸」の可愛さをめでる声もあった。

### 批評家からの評価

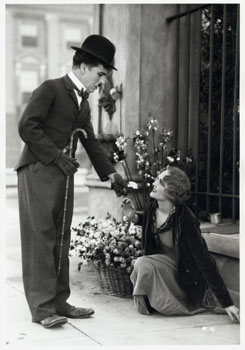
「最後の晩餐」では、映画『街の灯』がキーアイテムとして登場している

ライターの早川あゆみは「シネマトゥデイ」に寄せた記事の中で、前述の「最後の晩餐」がseason4第19話「ついてない女」を彷彿とさせると述べ、二人の息の合い方やコンビネーションの良さはこのころと変わらないと評すると同時に、右京の知識の豊富さを感じさせる内容だったとも述べている。
ライターの久保田ひかるは「リアルサウンド」に寄せた記事の中で、season21について、将来起こりうる未来型犯罪を題材としたものはほとんどなく、社会問題を丁寧に描いて視聴者に考えることを促す内容が多かったと述べており、その背景として右京役の水谷豊の年齢を挙げつつも、どのエピソードも現代社会へのメッセージではないかと分析している。うち第9話「丑三つのキョウコ」では都市伝説を入り口にSNS社会の多面性を明確にあぶりだしたと評している。また、久保田はseason22について右京と薫が行動を共にする回が多い一方、どちらか一方が大きな活躍を見せる回が少なく物足りなさを感じていたところに、同シーズンの最終回でそれぞれの魅力が詰め込まれたと評価している。